# Джулс
Джулс (англ. Jules) — американська науково-фантастична комедія-драма 2023 року режисера Марка Тертлетауба за сценарієм Гевіна Стеклера. У головних ролях: Бен Кінгслі, Гаррієт Сансом Гарріс, Зої Вінтерс, Джейд Куон і Джейн Кертін.
Фільм вийшов у прокат у Північній Америці (США, обмежений прокат у Канаді) у серпні 2023 року, в Ірландії та Великобританії 29 грудня 2023 року та в Німеччині 1 лютого 2024 року.

## Сюжет
Мілтон Робінсон — 79-річний вдівець, який живе сам. Він часто відвідує засідання міської ради, отримує допомогу від дочки. Одного разу космічний корабель розбивається, приземлившись в його квітнику на задньому дворі, і звідти виповзає синій гуманоїд. Мілтон намагається отримати допомогу, зателефонувавши в поліцію та своїй доньці та повідомивши міську раду. Проте всі ці люди вважають, що заява Мілтона є ще одним доказом його старечої деменції.
Мілтон ставиться до прибульця як до гостя дому і виявляє, що прибулець їсть лише яблука. Знайома Мільтона, Сенді, відвідує Мілтона та виявляє прибульця. Сенді каже Мілтону нікому не розповідати про прибульця. Джойс, ще одна літня жінка, також виявляє прибульця. Сенді називає інопланетянина «Джулс», але Джойс хоче назвати інопланетянина «Гері» (на честь автора-виконавця Гері Джулза). Джулс починає ремонт космічного корабля, але, здається, не досягає швидкого прогресу. Донька Мілтона, Деніз, дізнається про витівки свого батька та призначає йому психіатричне обстеження, де Мілтону та Деніз кажуть, що здібності Мілтона швидко слабшають і що йому слід розглянути питання про асистоване проживання. Це засмучує Мільтона, і він йде роздратованим.
Сенді, яка намагається розпочати програму спілкування з молодими жителями міста, була пограбована молодим чоловіком, якого вона запросила до себе додому. Після того як Сенді заявляє, що викличе поліцію, чоловік намагається її задушити; однак Джулс отримує бачення подій і телепатично змушує голову чоловіка вибухнути. Це викликає підозру в АНБ, оскільки вони ведуть постійні пошуки космічного корабля, що розбився. Мілтон, Сенді та Джойс розуміють, що Джулсу потрібні сім мертвих котів, щоб привести в дію космічний корабель, тому Мілтон і Сенді вирушають шукати котів, а Мілтона продовжують турбувати думки про занепад його розумових здібностей. За ними стежить поліція, яка спостерігає за їхніми дивними діями. Джойс вирішує пожертвувати своїм глухим і сліпим котом, щоб вони змогли відремонтувати космічний корабель. Джулс запрошує всіх трьох подорожувати на космічному кораблі. Мілтон розглядає можливість погодитися. Він отримує телефонний дзвінок від своєї доньки і, здається, вагається. Однак, коли АНБ вибиває двері Мілтона, він, Сенді та Джойс поспішно втікають на НЛО. Джулс висаджує їх в іншому місці на Землі, і їхні шляхи розходяться.
Мілтону продовжує гіршати психічно, і через деякий час Джулс знову відвідує його.

## Акторський склад
| Актор                 | Роль                 |
| --------------------- | -------------------- |
| Бен Кінгслі           | Мілтон               |
| Джейн Кертін          | Джойс                |
| Гаррієт Сансом Гарріс | Сенді                |
| Зої Вінтерс           | Деніз, дочка Мілтона |
| Джейд Куон            | Джулс, прибулець     |
| Ендрю Дейлі           | Аарон Кемпбелл       |

## Виробництво
Основні зйомки розпочалися в Нью-Джерсі 10 вересня 2021 року. Зйомки проводилися в Бунтоні та Чатемі. Пост-продакшн фільму розпочато в лютому 2022 року.

## Реліз
Прем'єра фільму відбулася на Сономському міжнародному кінофестивалі 22 березня 2023 року. У квітні 2023 року Bleecker Street придбала права на розповсюдження фільму в Північній Америці, призначивши його вихід у кінотеатрах на 11 серпня 2023 року.
Джулс був випущений для цифрових платформ 12 вересня 2023 року, а 10 жовтня 2023 року відбувся реліз на Blu-ray і DVD.

## Сприйняття
На веб-сайті агрегатора рецензій Rotten Tomatoes 85 % зі 110 відгуків критиків є позитивними із середнім рейтингом 6,8/10. Консенсус веб-сайту говорить: «Оживлений видатним акторським ансамблем, Джулс використовує свою милу концепцію, щоб боротися з гострими, універсальними темами». Metacritic, який використовує середньозважену оцінку, поставив фільму 57 балів із 100, на основі 14 критиків, що вказує на «змішані або середні» відгуки.